# シャルル・ドルレアン (アングレーム伯)
シャルル・ドルレアン（Charles d'Orléans, 1459年 - 1496年1月1日）は、フランス王家であるヴァロワ家の傍系ヴァロワ＝アングレーム家の王族。アングレーム伯（1467年 - 1496年）。ルイ12世の従兄で、フランソワ1世の父。ルイ12世の父オルレアン公シャルルは同じくシャルル・ドルレアンとも呼ばれるが、その弟アングレーム伯ジャンの息子である。
1490年にサヴォイア公フィリッポ2世の娘ルイーザ（ルイーズ・ド・サヴォワ）と結婚し、1男1女をもうけた。
- マルグリット（1492年 - 1549年） - アランソン公シャルル4世と結婚、のちナバラ王兼アルブレ伯アンリ・ダルブレと結婚。
- フランソワ1世（1494年 - 1547年） - アングレーム伯、のちフランス王

妾のアントワネット(またはジャンヌ)・ド・ポリニャックとの間に非嫡出女子を2人もうけた。
- ジャンヌ・ダングレーム（1490年頃 - 1538年頃） - マリコルヌ領主ジャン・オーバンと結婚、パニー男爵ジャン4世・ド・ロンウィと再婚
- マドレーヌ・ドルレアン（フランス語版）（? - 1543年） - フォントヴロー修道院長

妾のジャンヌ・ル・コントとの間に非嫡出女子を1人もうけた。
- スヴレーヌ・ドルレアン（? - 1551年） - 1512年ミシェル・バイヤール・ド・ロンジュモーと結婚